# Озерна вулиця (Київ, Дарницький район)
Озе́рна ву́лиця — вулиця в Дарницькому районі міста Києва, селище Бортничі. Пролягає від вулиці Петра Прокоповича до вулиці Івана Дяченка.
Прилучаються Демидівська вулиця і Озерний провулок.

## Історія
Озерна вулиця виникла у середині ХХ століття під такою ж назвою (як така, що проходить поблизу озера).